# Jeongjo
Jeongjo (koreanisch: 정조, * 28. Oktober 1752 im Palast Changgyeonggung (창경궁), Hanseong; † 18. August 1800 in der Festung Hwaseong (화성) in Suwon (수원), Provinz Gyeonggi-do (경기도)) war der 22. König der Joseon-Dynastie (조선 왕조, 1392–1910) in Korea.

## Leben
König Jeongjo lebte zur Zeit des letzten Drittels der Joseon-Ära (1392–1897). Sein Vater war Prinz Sado (사도), der wegen seines unberechenbaren und gewalttätigen Verhaltens von seinem Vater Yeongjo (영조) 1761 in einer Reiskiste durch Verdursten getötet wurde. Jeongjo, zweiter Sohn von Prinz Sado und San (산) genannt, war zu diesem Zeitpunkt erst 11 Jahre alt. Er wuchs danach unter der Obhut seines Großvaters König Yeongjo auf, der ihn bereits als 8-jährigen als Wangseson, (왕세손, Sohn des Prinzen und Enkel des Königs) zum Kronprinzen ernannt hatte. Im Alter von 24 Jahren folgte er Yeongjo auf den Thron und übernahm damit die Regierungsgeschäfte. Seine Frau und damit Königin des Landes wurde Hyoui von dem Cheongpung Gim Clan (효의왕후 김씨, 1753–1821).
Jeongjo starb im Alter von 48 Jahren an einer schon länger währenden Krankheit. Das Gerücht, dass er von missliebigen Konkurrenten um den Thron vergiftet worden ist, konnte eine Briefsammlung, die von der Sungkyunkwan University's Academy of East Asian Studies im Februar 2009 veröffentlicht wurde, entkräften.

## Regierungszeit
Jeongjo regierte von 1776 an bis zu seinem Tod im Jahr 1800. Da es nach konfuzianischem Ethos der Joseon-Monarchie verwerflich war, wenn sich ein Mitglied der Yangban (herrschende Klasse) kriminell oder unehrenhaft verhielt, wurde anfänglich die Legitimität seiner Thronfolge aufgrund seiner Herkunft infrage gestellt. Noch vor seiner Thronbesteigung verordnete sein Großvater, dass er ein adoptierter Sohn von Prinz Hyojang (효장), Yeongjos verstorbenen ersten Sohns, sei. Doch nach seiner Inthronisierung tat Jeongjo alles, um seinen Vater, Prinz Sado, zu rehabilitieren. Als erstes gab er ihm posthum seinen ursprünglichen Namen Jangheon (장헌세자) zurück und verlegte 1789 das Grab seines Vaters an einen besonderen Ort an der Westküste, den Hügel Paldalsan (팔달산), in der heutigen Stadt Suwon gelegen. Danach plante er den Bau der Festung Hwaseong (화성), die in nur etwas mehr als 2½ Jahren Bauzeit (Januar 1794 – September 1796) fertiggestellt wurde. Hwaseong, nahe dem Grab seines Vaters gelegen, wurde Festungsanlage, Stadt mit wirtschaftlichem Zentrum und das neue Machtzentrum seiner Regentschaft.
Jeongjo regierte das Land in Bezug auf die zerstrittenen politischen Lager wie sein Vorgänger Yeongjo. Er beteiligte beide politischen Lager in Ausgewogenheit an der Macht, forcierte Bildung und Wissenschaft sowie die Dokumentation administrativer Vorgänge und des Staatswesens und baute die Landesverteidigung mittels neuer Strategien aus. Die Schaffung der königlichen National-Bibliothek Gyujanggak (규장각) ging auf seine Initiative zurück.
Jeongjos Politik wird im Zusammenhang mit König Yeongjo oft als Tangpyeong-Politik bezeichnet. Tangpyeong wird in Shujing (chinesisch 書經 / 书经, Pinyin shūjīng), dem Buch der Urkunden der chinesischen Altphilologie, als das „Erreichen einer idealen Regierungsform eines Staates“ bezeichnet und wird in Ostasien allgemein als Definition für ein ideales politisches System verwendet. Seine Politik brachte Frieden und Wohlstand, sicherte das politische System und damit den Bestand der Joseon-Dynastie.
Gleichwohl führte der Mitte des 18. Jahrhunderts über China nach Korea kommenden Katholizismus zu einer Unruhe im Land, bedrohte er doch das konfuzianische System. Deshalb bezeichnete Jeongjo den katholischen Glauben als Ketzerei und belegte ihn 1785 mit einem Bann, gefolgt von einem Einfuhrverbot von Büchern jeglicher Art, die aus Peking kamen. Auch wenn, wie 1791 geschehen, ein Mitglied der Yangban (herrschende Klasse) für seine Konvertierung zum katholischen Glauben exekutiert wurde, so wurde doch trotz des Glaubensverbots das heimliche Praktizieren des Glaubens von Jeongjo toleriert. Nach seinem Tod, die Katholiken in Korea zählten zu diesem Zeitpunkt bereits um die 10.000, änderte sich dies. Unter König Sunjo (순조), seinem Nachfolger, wurden Katholiken verfolgt und getötet, wenn sie weiterhin an ihrem Glauben festhielten.